# Diva Gash
Diva Gash es una banda de Rock, nacida en Bogotá, Colombia que extrae elementos musicales de los años 1970 y años 1980 como el funk, música disco, el retro rock y sonidos latinos que después de reinventarlos generan ambientes que van desde el easy listening hasta grooves con actitud de fiesta como el dance y el house, experimenta un acento distintivo, ecléctico, que los ha llevado a ser parte de una nueva oleada de propuestas musicales a nivel internacional. 

## Nombre
El nombre del grupo, desde el punto de vista de los integrantes, no tiene un origen complicado o sentido muy intrincado, solo fue por el hecho que querían que fuera un atractivo tanto visual y fácil de recordar para el público en general.

## Trayectoria
En el año de 1997 Yeyo (Marco Camacho) iba en su carro en el semáforo de la calle 83 con carrera 9.  Esperando a que cambiara el semáforo se encontró con Camilo Ferrer y le propuso armar una banda nueva pues Veluria y Underground Sky, las bandas de cada uno respectivamente estaban en su fase terminal.  Camilo asintió y el fin de semana siguiente estaban ensayando en una casa por la zona de Niza junto con Renato Puglisi y Oscar Tal, quienes duraron muy poco en el nuevo proyecto.  Meses después André Zambrano y Guillermo Zúñiga entraron a formar lo que fue la primera versión de Diva Gash y con la cual debutarían en las radios de Colombia con su primer Demo-EP "Into Time" de 6 canciones y este mismo año graban su segundo EP titulado "Back but Forward también de 6 canciones.
En 1999 le colaboran a la agrupación "Ion" con su álbum "Pulso", el cual fue tomado como banda sonora para la película del director colombiano de amplia trayectoria, Harold Trompetero.
En el 2000 sale a la venta su primer LP "Sequence", con 12 temas compuestos, grabados y producidos originalmente por Diva Gash, luego fueron masterizados en Buenos Aires, Argentina, por el reconocidísimo Tweety González, excolaborador de la famosa banda argentina de rock latino, Soda Stereo.
Durante Rock al Parque del año 2001.  Yeyo y Camilo, después de ver a Kinky por primera vez en Colombia en el Parque del Renacimiento, nos acercamos a Ulises (teclista de Kinky) para felicitarlo por el gran show.  Posteriormente, durante los días que permanecieron en Bogotá, se hicieron buenos amigos de momento que sirvió para convencersen de que México sería su próxima parada. En su momento Kinky les contó que lograron llegar a Colombia gracias al auspicio de entidades culturales en México lo cual los llevaría a pensar de la misma manera y visitar entidades gubernamentales en Colombia, y empezaron por la agregaduría cultural mexicana quién les contó que La Pestilencia por esos días había pasado un proyecto que aprobaron para ir a México pero lo habían hecho a través del Ministerio de Relaciones Exteriores.  Eso les dio la Pauta para ir a visitar y conseguir el contacto del contacto de la persona encargada. Empezaron a estructurar un proyecto para presentar al Ministerio de Relaciones Exteriores de Colombia con una gira por México y para eso se unirían a Dynamicrón (Live act electrónico) para hacer una planeación de estar en México representando a Colombia durante un mes con 12 presentaciones por Ciudad de México, Guadalajara, León y Monterrey. Tijuana estaba en los planes (con ayuda de amigos del Nortec Collective), pero no logramos llegar por presupuesto. Después de 6 meses de trabajo aprobaron el proyecto. Por esos días muy pocas bandas colombianas lograban salir del país, y más aún con un auspicio tanto cultural como económico. Luego, a través de amigos como José Gandour, Clara Arroyave y Olivia Fabián lograron organizar varios conciertos (Café Iguana en Monterrey, Bulldog en el DF, y hasta el  emblemático Tianguis del Chopo). Llegaron a México y se prepararon para realizar su rimer concierto en México en bulldog al otro día. Al siguiente día, mientras realizaban la prueba de sonido la personas encargada solo dio una recomendación: “… acá la raza es complicada guey… si les piden que se bajen, se deben bajar… por lo general los grupo tocan 25 minutos y se bajan…”. Esa noche fue tan buena la recepción que lograron tocar 40 minutos, en resumen, su gira por México tuvo buena aceptación. En Monterrey llegarían a la casa del Caballo, mánager en ese entonces de Kinky. Nos ayudó mucho haciendo contactos. Dentro de los contactos estaba Alejandro Rosso de Plastilina Mosh y A&R de Suave Records. Al contactarlo se pudo reunir con ellos en el hotel donde se encontraban. Le entregaron el disco de Diva Gash y varias bandas colombianas por si se interesaban en otro artista colombiano en Suave Records. Finalmente se van de Monterrey después de un memorable toque en el Café Iguana devuelta a Ciudad de México para pasar una noche y viajar a Miami. Esa noche en Ciudad de México, 2 o 3 días después de haber estado en Monterrey con Rosso lo llamam para ver el resultado. Finalmente después de dar una breve descripción y opinión de cada una, llegó a Diva Gash. En 40 minutos les dijo que le interesaba producir el disco, no tanto con Suave Records porque ya la disquera no estaba firmando talento. Habló que le gustaba la onda, los bajos y las guitarras, al igual que las canciones que le habían pasado. Que veía que había material para trabajar y le interesaba la onda Funk con electrónica propuesta por Diva Gash. De ahí en adelante, la conversación se concentró en cómo hacer para volver a Monterrey a grabar en su estudio y componer nuevas canciones para el nuevo disco mientras estaban en Miami y buscabanla manera de volver a México. De Ciudad de México viajamron a Miami para llegar al apartamento de la hermana de Camilo por unos días pues ya se iba a vivir a San Francisco y debía entregar su apartamento. A los pocos días, con muy poco dinero en los bolsillos, empezaron a buscar posada donde se pudiera: amigos, amigos de amigos, exnovias de amigos, en el carro una noche en South Beach, un apartamento en renta por unos días, etc, hasta que llegaron a la casa de una amiga quién les permitió ndar estancia con la condición de pintar su casa. Ahí pudieron establecer un pequeño estudio portable, grabar buena parte de las maquetas para el disco. Durante ese tiempo en Miami, intentaron de todas las manera posibles, gestionar un permiso para volver a Monterrey. Lograron que sus amigos y familiares en Colombia los ayudaran con los papeles necesarios y después de 3 entrevistas con el embajador mexicano, no fue posible. Estando en Miami, una empresa venezolana llamada rumbamiami.com los invitaría a un evento a tocar. Esa noche fue muy buena porque lograron interesar a la casa matriz, rumbacaracas.com a llevar a Diva Gash a Venezuela. Y así fue, al año siguiente Rumbacaracas.com llevó a Diva Gash, con el auspicio de Polar Ice a una gira de 4 bares. 
Para el 2003 después de girar por Venezuela regresan a Bogotá, empezarían nuevamente la gestión para lograr ir a México. En la reunión con la embajada de México en Colombia les recomendó hacer algo muy parecido a la vez anterior: lograr conciertos y un apoyo cultural colombiano. En ese momento les tocó trabajar muy duro para lograr contactos con bares en México y pasar una propuesta para un apoyo cultural sin auspicio económico del Ministerio de Relaciones Exteriores. Lo lograrían y posteriormente la embajada les dio su aval y las visas para ir a México. Llegar a Monterrey les fue como una montaña rusa de muchos sentimientos, esfuerzos, conciertos, discusiones, buenos tacos, y por sobre todas las cosas, la expectativa de trabajar con Rosso en su estudio para producír el álbum "Vol. 1". Para ese año se presentan por primera vez en el festival Rock al Parque en Bogotá, Colombia al igual que ganan en la nominación "mejor grupo electrónico" en los Premios Shock en noviembre y en diciembre viajan de nuevo a Venezuela para presentarse en las ciudades principales tales como Caracas, Maracay, Mérida y San Antonio.
Durante el 2004 el grupo viaja permanentemente debido a la producción de su segundo álbum, entre Bogotá, Miami, Monterrey y Caracas.
En julio el grupo participa en el "Boogie Nights Super Special", la cual empieza en Venezuela y se propaga a nivel internacional en Aruba y otras ciudades del continente suramericano como Bogotá, Lima y Miami.
En agosto viajan otra vez a Venezuela para presentarse en "venues" de convocatorias masivas con otros artistas, en las ciudades de Caracas y Puerto la Cruz. Vuelven a los Estados Unidos para participar en la apertura del "Miami Short Film Festival" y la fiesta de los Premios MTV Latinoamérica, en este periodo y misma ciudad que fue grabado el video "Galacticock".
Por segunda vez en octubre se presentan en Rock al Parque, junto a otros artistas tales como Julieta Venegas, Molotov (banda), Café Tacuba, Auténticos Decadentes y entre otros.
Para el año 2005 se difunde por radio nacional de Colombia  y por el programa Mucha Música el videoclip del sencillo "Galacticock".
En julio viajan a Venezuela para una presentación en el "Malboro Racing School" y se regresan a Bogotá para hacer una presentación junto al grupo francés de música electrónica Telepopmusik, en el festival "Electrolux-Fête de la Musique. En este mes se graba el segundo video "Starmaster" del álbum "Volumen I", el cual dirigido por Alejandro Niño, le permitió a la banda en un gran auge, la canción empezó a sonar en bares de Bogotá como Gabanna, Genoveva, Danzatoria, Naturalia, Andrés Carne de Res, Cabaret y de a poco se empezó a coger mucha fuerza entre la gente.  Gracias a los bares y emisoras como La X y Radiónica, que también estaban rotando la canción, empezó la influencia en las emisoras grandes como los 40 principales y La Mega. Starmaster empezó a sonar fuertemente en las emisoras principales de la ciudad y del país. Asimismo los medios impresos Grandes como Revista Cromos, El Tiempo, TvyNovelas de alta rotación empezaron a darle visibilidad a la banda en sus publicaciones.  Más de 40 revistas sacaron notas de Diva Gash. Los productores, los bares empezaron a llamar a la banda a conciertos. Había semanas en que la banda estaba presentándose 3, 4 y hasta 5 veces. Inclusive llegó MTV (Latinoamérica) a Colombia a hacer un evento que se llamaba el Alerta Live donde reconocían a una banda en Latinoamérica como banda a presentar. Con 4 nominaciones mas ningún premio se presenta en la fiesta de los "Premios Shock" otra vez. Star Master dio paso a otra canción llamada We are One con los vagos y maleantes, con Bélica y con Ana kobayashi.  Todos artistas de Venezuela. Con Starmaster y We are One sonando en emisoras llegó la invitación a Diav Gash al evento La Mega en el Simón Bolívar (uno de los momentos más importantes para la difusión Diva Gash en su momento). En Diciembre sale a la venta "Vol. 1", siendo muy bien aceptado en la escena electrónica y alternativa de Colombia. La revista Zona de Obras de España, lo incluye en su edición de enero de 2006 como mejor disco en Colombia en el año 2005 y La Revista Rolling Stone Latinoamérica en su edición número 26 de febrero de 2006, hace una reseña sobre su disco, "Vol. 1", como unos de los mejores 50 del 2005, colocándolos en la posición número 20.
El 13 de julio se presenta en la discoteca Theatron para grabar junto con la banda de rock de Medellín, Al D-Tal, el programa "Alerta MTV" de MTV Latinoamérica, en el cual el grupo fue ovacionado por el público asistente y además fue visto por millones de telespectadores en toda Latinoamérica y otras partes del globo.
El 8 y 9 de noviembre grabaron el video de la canción "You're in my mind". Una parte se filmó en las calles de la capital colombiana y parte en un concierto en la discoteca Theatron
Mucha Música, programa del canal City Tv incluyó a Diva Gash en la lista de los mejores artistas de 2007 y divgash quedó de segundo después de Naty Botero, y seguido de Aterciopelados. La emisora Caracol Radio en el 2007 a final de año sacó las personalidades del año y entre esos estaba Diva Gash. Medios mexicanos empezaron a reseñar a Diva Gash y empezó a tomar mucha fuerza. En Sony Entertainment Televisión se realizó un especial del grupo que rotaba 2 y 3 veces diarias, recorriendo toda Latinoamérica.
El 29 de junio de 2009 es una fecha importante en la historia Gash: era la edición n.º 15 del festival Rock al Parque, cerrando en el escenario “Bio”; una gran responsabilidad considerando que en el Escenario principal (Plaza), se presentó el argentino Fito Páez. Comenzó la presentación sin ningún contratiempo, hasta que les informan que deben parar porque la consola de sonido se había bloqueado por la acumulación de polvo y tierra de los 2 anteriores días; hubo nerviosismo de no poder continuar, hasta el punto que un miembro de la banda de esa época (el guitarrista Camilo Sánchez), entró en shock. Fue Javier quien se encargó de controlar el pánico atrás del escenario, mientras que Camilo propone hacer un Jam (improvisación musical) mientras pretende avivar al público asistente; saltó del escenario y atravesó las vallas de contención para mezclarse con el público y ponerlo a cantar y bailar mientras se reconectaba una nueva consola. Fueron los 10 minutos más eternos de sus vidas. Uno de los asistentes, José Tavares, fue uno de los promotores invitados por Rock al Parque en representación del reconocido Festi´val de Marne de Francia, el cual vio la presentación y decidió que esa era la banda adecuada para participar. Lo que fue uno de los conciertos más difíciles de sortear en nuestra carrera, nos llevó a tocar en Europa por primera vez, también realizaron dos conciertos en Berlín, Alemania. También para ese mismo año realizan una gira por Estados Unidos donde se destacó su presentación en el festival SXSW (South by Southwest).
Uno de los planes más ambiciosos es el llamado tour "Non-Stop to Tokyo" el cual es presentarse por diversos países de Latinoamérica, los Estados Unidos y Europa hasta llegar a Tokio, Japón

## Integrantes
- Camilo Ferrer [Voz líder & guitarra]
- Javier Pabón [Bajo, Synth Bass & voz]

## Banda
- Daniel Cleves [Guitarras & voz]
- Andrés Caycedo [Guitarras & voz]
- Alejandro Pérez Schuster [Batería]
- Laura Viteri [Teclado & voz]
- Loren Lo [Batería]

## Discografía
- Into Time - EP - (1997)
- Back But Forward - EP - (1997)
- Sequence - LP - (2000)
- Vol. 1 - LP - (2005)
- 2. Lov - LP - (2009)
- Cocaine [Banda sonora "El Cartel de los sapos"] (2011)
- White Russian [Banda sonora "El Cartel de los sapos"] (2011)
- Jupiter [sencillo] (2014)
- Stardust [sencillo] (2016)
- Make it Last [sencillo] (2016)

## Miembros anteriores
- Yeyo (Marco Camacho) (1997-2005)
- Mike Cerdá (2007-2008)
- Renato Puglisi (1997)
- Guillermo Zúñiga (1997-1998)
- André Zambrano (1998-2000)
- Daniel Silva (2006-2007)
- Iván Cuevas (2006-2007)
- Miguel Ángel Ortiz (2008-2010)
- Camilo Sánchez (2008-2010)
- Luis "El Flaco" Gómez (2010-2011)
- Francisco Ospina (2008-2010)
- Andrés "Andee Zeta" Ramírez (2008-2013)
- Jean Paul Egred (2011-2012)
- Santi Pineda (2014)
- Alejandro Giuliani (2014)

## Videoclips
- Starmaster (2006)
- Galacticook (2006)
- You Are In My Mind (2007)
- Bubi Li Cious (2008)
- Korean Ho (2009)
- Master Of Love (2010)
- Jupiter (2015)
- Stardust (2015)